# 헤이허-텅충선

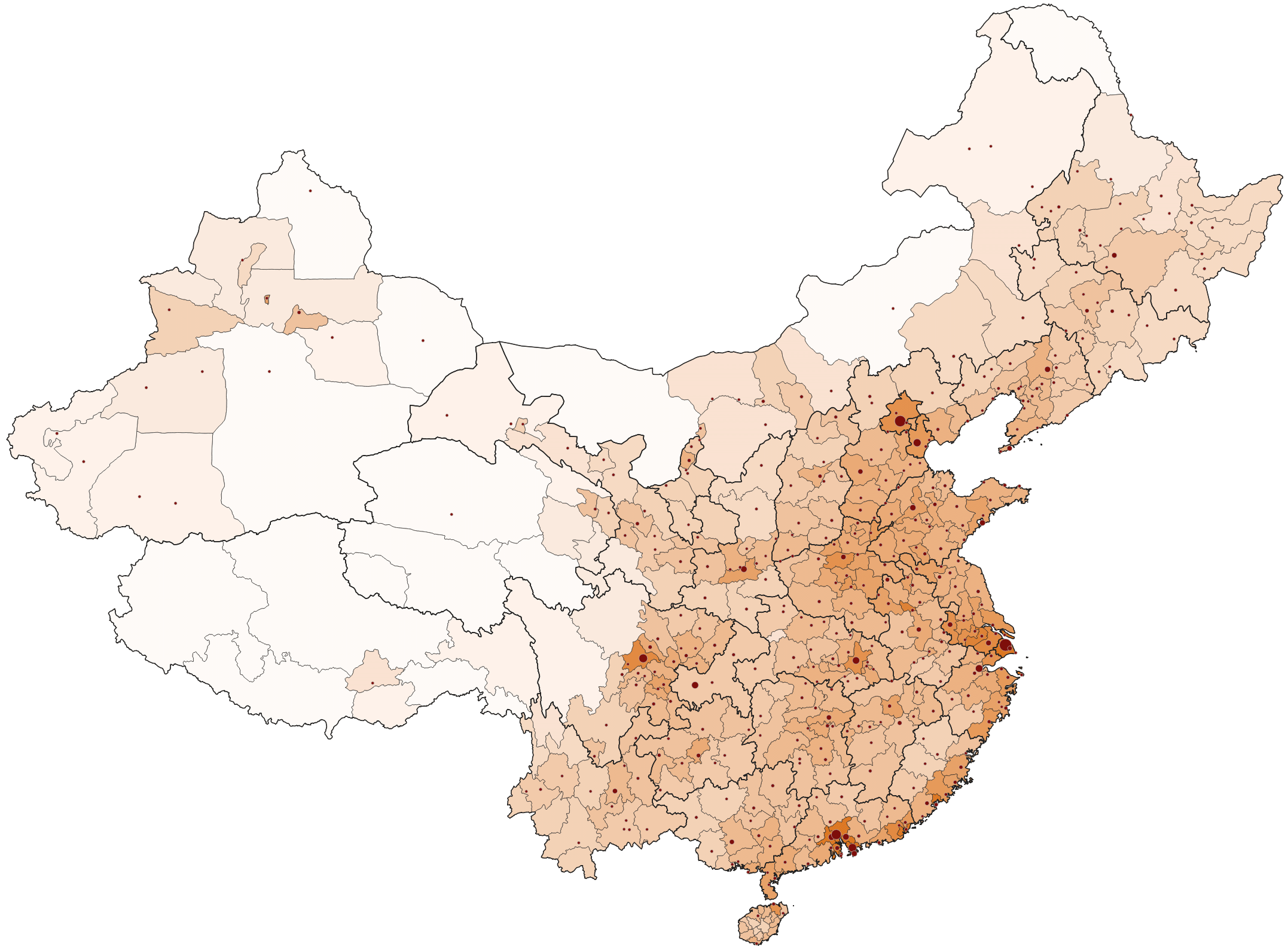
2022년 공식 인구 조사에 따른 인구밀도

헤이허-텅충선(중국어 간체자: 黑河–腾冲线, 정체자: 黑河–騰衝線, 병음: Hēihé–Téngchōng xiàn)은 중국을 인구가 많은 동부와 인구가 적은 서부로 나누는 가상의 선으로 헤이룽장성 헤이허시와 윈난성 바오산시, 텅충시를 잇는다. 1935년 인구학자 후환융이 고안했으며, 2015년 기준으로 헤이허-텅충선 동부 지역은 중국 전체 면적의 43%를 차지하지만 인구는 94%를 차지하고, 서부 지역은 중국 전체 면적의 57%를 차지하지만 인구는 6%를 차지한다.

## 같이 보기
- 친링-화이허선